# Contea di Northern Grampians
La contea di Northern Grampians è una local government area che si trova nello Stato di Victoria. Si estende su una superficie di 5.918 chilometri quadrati e ha una popolazione di 11.845 abitanti. La sede del consiglio si trova a Stawell.